# Eutardigrada
Gli Eutardigrada sono una classe di tardigradi senza appendici laterali. Principalmente legate all'acqua dolce, alcune specie hanno acquisito secondariamente la capacità di vivere in ambienti marini (Halobiotus). Grazie al meccanismo della criptobiosi molte specie sono in grado di vivere temporaneamente in ambienti molto secchi.

## Tassonomia
Sono state descritte poco più di 700 specie.
L'ordine Apochela è costituito da una sola famiglia, Milnesiidae, con due generi: Milnesium e Limmenius. Milnesium tardigradum può essere trovato in tutto il mondo ed è una delle specie più grandi tra i tardigradi (fino a 1,4 mm); specie simili di aspetto sono stati trovati in ambra risalente al Cretaceo. La bocca di questo predatore ha un'ampia apertura, quindi l'animale può mangiare rotiferi e protisti più grandi.
Le specie restanti rientrano nell'ordine Parachaela.